# SMS Victoria Louise
Бронепалубный крейсер «Виктория Луизе» (нем. Victoria Louise) — немецкий бронепалубный крейсер одноименного типа.

## Служба
В начале Первой мировой войны крейсер использовался в качестве корабля береговой обороны, но в ноябре 1914 года был превращён в плавучую казарму.
1 октября 1919 года корабль был выведен из состава флота. На следующий год перестроен в грузовой пароход. Под именем «Флора» служил до 1923 года. пока не был продан на металлолом в Данциг.